# Quarterback

Exemplu de poziționare a quarterbackului în formația ofensivă

Quarterback (QB) este o poziție în fotbalul american. Quarterbackul evoluează în echipa ofensivă și este considerat cel mai important post de pe teren, fiind jucătorul care anunță schemele de atac și pasează mingea coechipierilor din apropiere sau aruncă mingea colegilor din fața liniei de atac.
În urma snap-ului (punerea în joc a mingii), centrul îi pasează quarterback-ului care conduce apoi jocul. El poate pasa scurt către running back, poate arunca către wide receiver sau tight end sau poate alerga el însuși pentru a câștiga yarzii necesari.

## Istorie
Poziția de quarterback a apărut în 1880 când regulile fotbalului american, o variantă a rugbyului, joc importat din Marea Britanie, au fost modificate sub conducerea lui Walter Camp. Școlile Ivy League adoptă o linie de angajament (sau „line of scrimmage” în engleză) și snap-ul mingii de la centru către quarterback. Schimbarea ar trebui să permită echipelor să gândească mai mult acțiunea și să mențină posesia mingii mai ușor decât în haosul unei grămezi de rugby.
Numele de quarterback (la un sfert în spate - traducere mot-a-mot) vine de la poziția pe care jucătorul o ocupă în momentul punerii în joc a mingii, la un sfert din distanța dintre linia de angajament și cel mai retras jucător al echipei, fullback-ul, sau la jumătatea distanței dintre halfback și linia de angajament. Între timp, pozițiile de fullback și halfback au fost asimilate celei de running back.